# Кріо
Кріо (Krio) — креольська мова, національна мова Сьєрра-Леоне. Використовується повсюдно як лінгва франка. В тій чи іншій мірі нею володіють 97% населення країни. Є рідною мовою для приблизно 300 000 креолів — нащадків звільнених рабів, переселених з Вест-Індії, США і Великої Британії. 
Лексика кріо запозичена, головним чином, з англійської мови, в той час як фонетика, граматика та синтаксис відчули сильний вплив з боку як мінімум 12 африканських мов, в тому числі йоруба і тві. 

## Історія
Кріо починає складатися в епоху атлантичної работоргівлі в XVII — XVIII століттях у вигляді піджина, покликаного полегшити прибережну торгівлю між європейцями та африканцями. З часом піджин стає лінгва-франка вже серед місцевого населення та починає поширюватися вглиб континенту. Протягом XX століття мова стабілізується і починає виконувати роль лінгва-франка на всій території Сьєрра-Леоне. У 2022 році Кріо був доданий у Google Translate разом з деякими іншими мовами. 

## Писемність
Кріо використовує англійський варіант латинського алфавіту, за винятком Qq і Xx, але з додаванням Ɛɛ, Ŋŋ і Ɔɔ. Тон може позначатися умляутами, проте зазвичай вони опускаються. 

## Лексика
Основна маса слів кріо успадкована від англійської. При цьому на фонетичному рівні розрізняються слова, успадковані через піджини, що послужили основою кріо (наприклад,tɛm"час " з анг.time,tɛbul"стіл " з англ.table) та запозичення з літературної англійської у вже сформувався мову (transleshɔn"переклад " зtranslation,kɔlɛj"коледж" зcolledge). Ряд слів увійшли в мову обома шляхами з різними значеннями (наприклад,drɛv "тягти", "тягнути" і drayv "водити (машину)" з англійської drive). Крім того, є в наявності успадковані з піджинів слова французького та португальського походження (savo, sabi "знати " з порт. sabir та ін.). Ряд слів для позначення місцевих реалій Сьєрра-Леоне запозичені з мови йоруба (наприклад, gbakɔ "велика дерев'яна ложка" з йор. igbakọ). 

## Граматика
Слова кріо не змінюються і розділити їх на частини мови можна лише за їхньою синтаксичною функцією. Утворені при цьому класи не збігатимуться з традиційними частинами мови. Так слова, що мають в кріо функції дієслів (предикативу), можуть одночасно виконувати функції прикметників і/або прислівників. 
Можна виділити такі класи: субстантиву, які можуть виконувати функції суб'єкта, об'єкта та означення, предикативу, які можуть бути присудком, огзначенням або обставиною (не у всіх предикативів є всі три функції), детермінативи, які можуть бути лише означенням, займенники, службові слова (прийменники, сполучники та частки) і, нарешті, вставні слова. 
У субстантивів виділяється категорія числа, що різко відрізняється від такої категорії європейських мов. Протиставляються єдиність або нерозділена множинність (не мають ніякого показника) та дистрибутивна множинність, яка виражається службовим словом dɛn, що стоїть після субстантива. A gɛt bɔku leta pan mi padi."Я отримав багато листів від свого друга або друзів  (усіх разом) ". —A gɛt bɔku leta pan mi padi dɛn."Я отримав багато листів від кожного з моїх друзів (окремо). 
Предикативи мають ряд часових та видових форм (при цьому видові форми не мають часової характеристики). Всі ці форми утворюються за допомогою службових слів. Для утворення минулого часу використовується слово bin, майбутнього — слово go. Видові форми позначають безперервність (слово de), завершеність (слово dɔn), часткову завершеність (dɔn de), багаторазовість (форма kin), багаторазовість тривалої дії (kin de). 